# Тарасенко Олександр Сергійович
Олександр Сергійович Тарасенко (нар. 12 лютого 1985) — український футболіст, що грає на позиції півзахисника. Відомий, насамперед, завдяки своїм виступам за харківський «Геліос».

## Клубна кар'єра
Вихованець харківського футболу − УФК та ДЮСШ-9. У дорослому футболі дебютував 12 квітня 2004 року за команду «Геліос». У першому ж матчі забив гол у ворота чернігівської «Десни». За харківську команду зіграв у Першій та Другій лігах чемпіонату України 236 матчів, у яких забив 48 голів, провівши загалом тут 8 сезонів своєї ігрової кар'єри.
У сезоні 2012 року дебютував за охтирський «Нафтовик». Встиг відіграти за команду 15 матчів і відзначитися 1 голом у ворота футбольного клубу «Севастополь».
У лютому 2015 року підписав контракт із клубом 3-го дивізіону Польщі «Лімановія».
На початку липня 2016 року став гравцем аматорського польського клубу «Ізолятор» (Боґухвала).